# Ренийтригаллий
Ренийтригаллий — бинарное неорганическое соединение, интерметаллид
рения и галлия
с формулой Ga3Re,
кристаллы.

## Получение
- Сплавление стехиометрических количеств чистых веществ под давлением:

{\displaystyle {\mathsf {Re+3Ga\ {\xrightarrow {400^{o}C,7.7GPa}}\ Ga_{3}Re}}}

## Физические свойства
Ренийтригаллий при температуре 400°С и давлении 7,7 ГПа образует кристаллы
ромбической сингонии,

параметры ячейки a = 0,5747 нм, b = 0,5728 нм, c = 1,559 нм, Z = 8.
При температуре 500°С образуются кристаллы
тетрагональной сингонии,
пространственная группа P 4n2,
параметры ячейки a = 0,6511 нм, c = 0,6790 нм, Z = 4,
структура типа кобальттригаллия Ga3Co
.